# Alexander Rivera Vielma
Alexander Rivera Vielma (* 6. März 1974 in Mérida) ist ein venezolanischer römisch-katholischer Geistlicher und ernannter Bischof von San Carlos de Venezuela.

## Leben
Alexander Rivera Vielma studierte Philosophie und Theologie am Priesterseminar in Mérida. Am 19. September 1998 empfing er das Sakrament der Priesterweihe für das Erzbistum Mérida.
Nach weiteren Studien an der Lateranuniversität erwarb er das Lizenziat im Fach Kanonisches Recht. Er war in verschiedenen Gemeinden in der Pfarrseelsorge und als Regens des Priesterseminars von Mérida tätig. Vor seiner Ernennung zum Bischof war er zuletzt Generalvikar des Erzbistums und Richter am Diözesantribunal. Außerdem gehörte er dem Priesterrat und dem Konsultorenkollegium, dem diözesanen Wirtschaftsrat und dem Metropolitankapitel an.
Papst Leo XIV. ernannte ihn am 27. Mai 2025 zum Bischof von San Carlos de Venezuela.